# Leszczyna pospolita
Leszczyna pospolita, orzech laskowy (Corylus avellana L.) – gatunek krzewu należącego do rodziny brzozowatych. Występuje w stanie dzikim w całej Europie i Azji Mniejszej po Kaukaz. W Polsce pospolita zarówno na niżu, jak i w górach do ok. 1300 m n.p.m.

## Morfologia

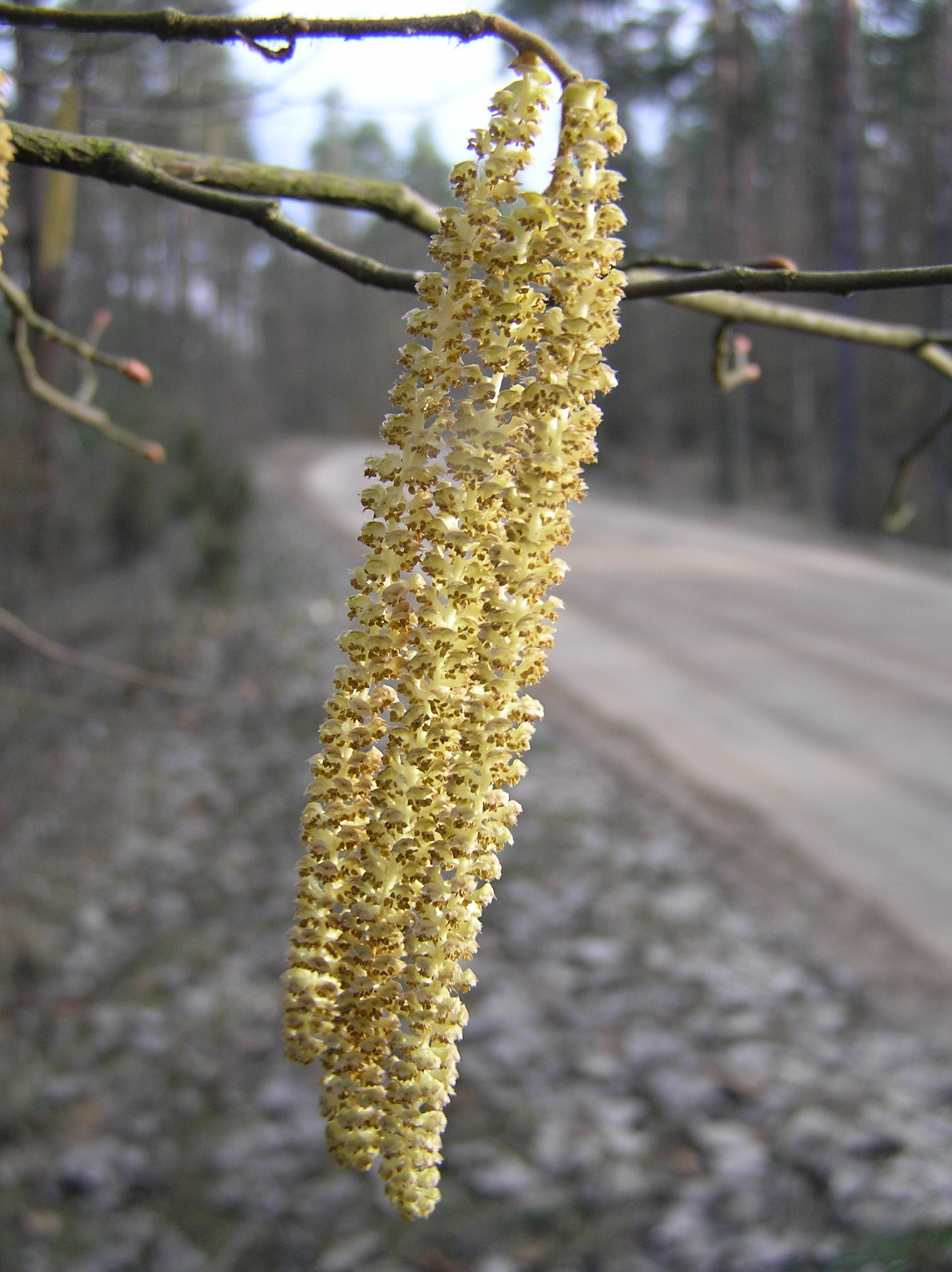
Kotki męskie

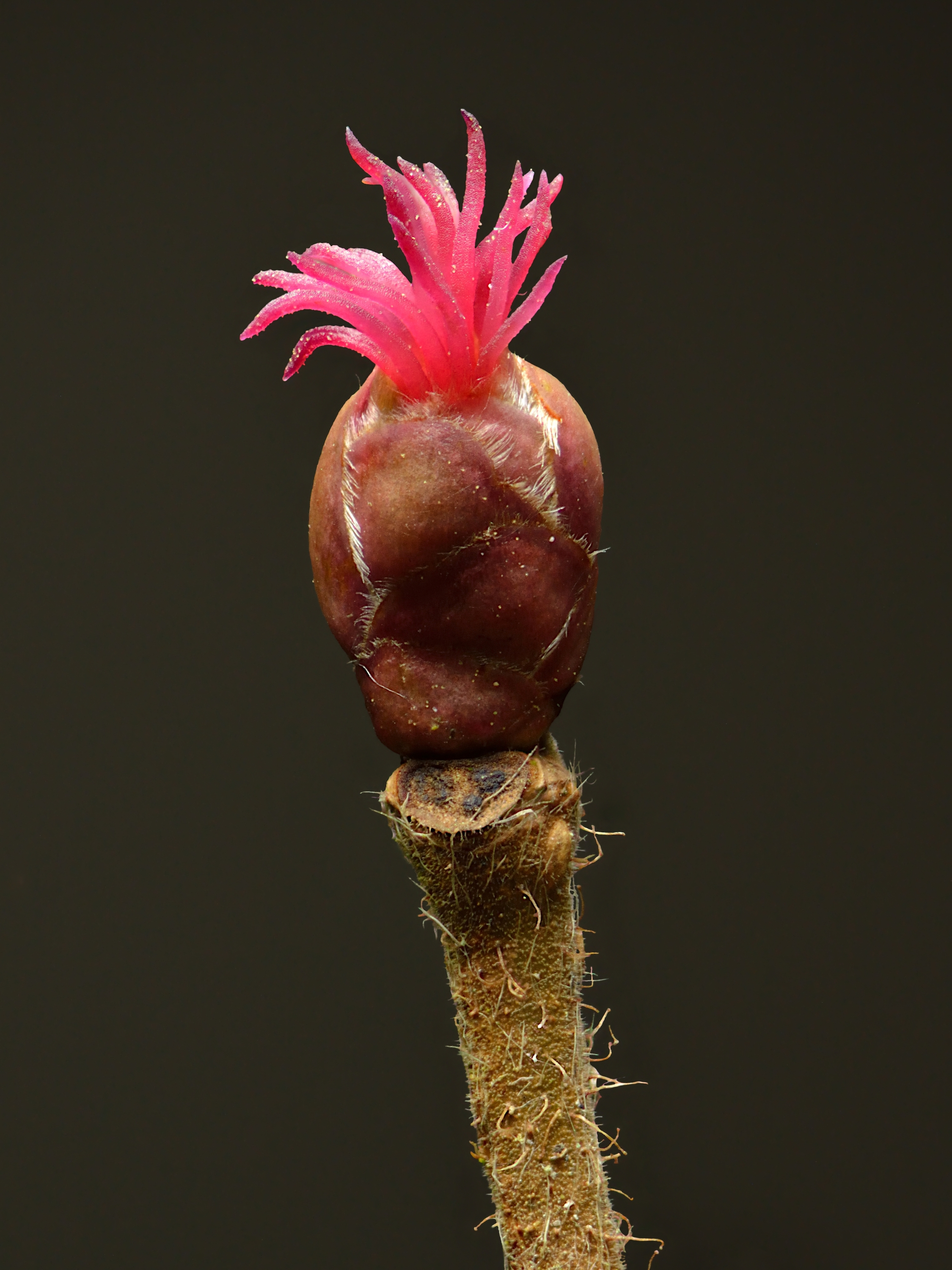
Kwiat żeński

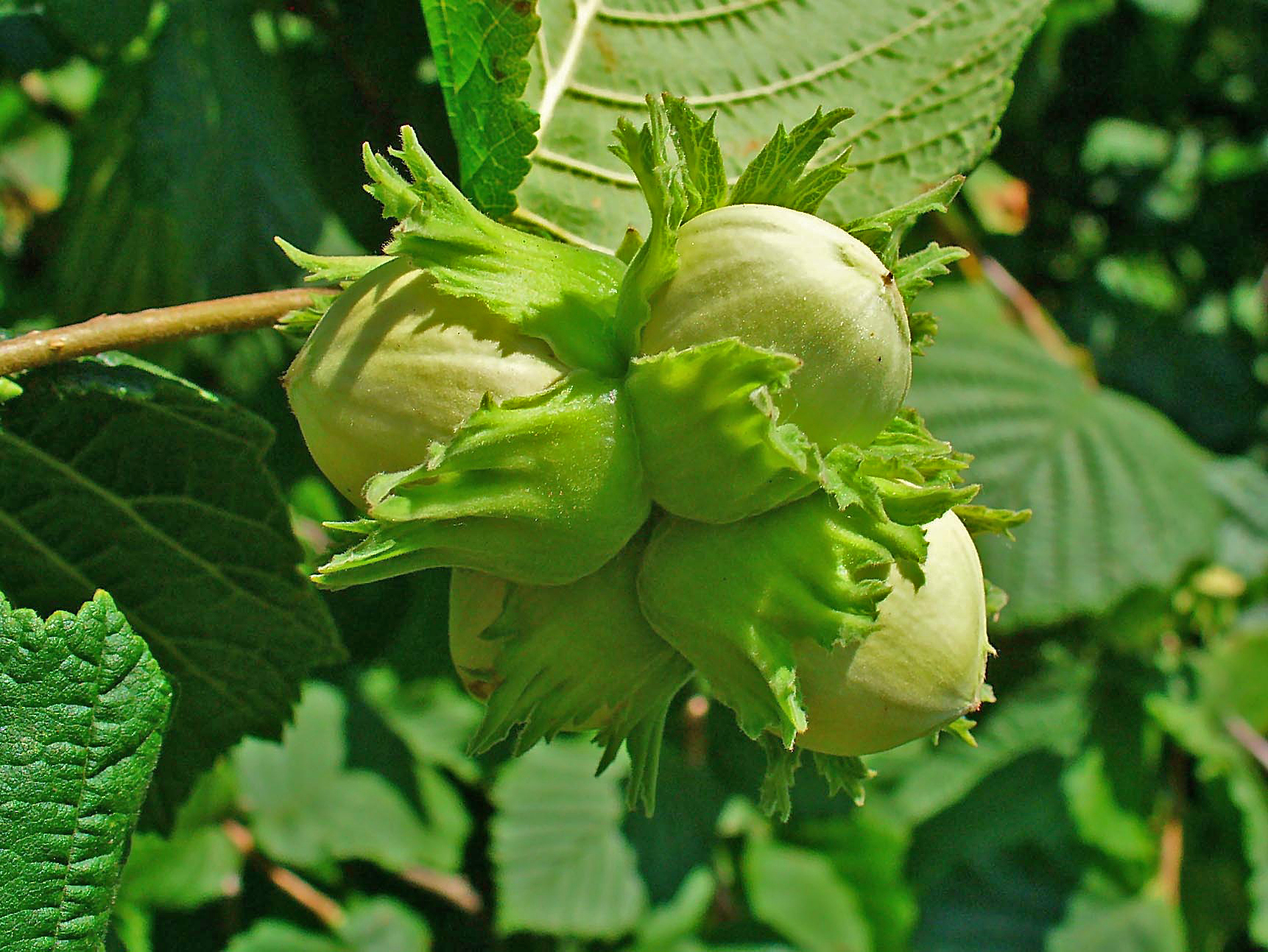
Dojrzewające owoce

PokrójDuży, wielopienny krzew do 5 m wysokości. Gałęzie wzniesione, tworzące szeroką, gęstą koronę.
PieńO gładkiej, popielatej korze z poziomymi, korkowatymi kreskami. Młode pędy w kolorze czerwonobrunatnym, szczeciniasto owłosione.
LiścieOpadające na zimę, skrętoległe, pojedyncze. Ogonek liściowy krótki do 10 mm, gruczołkowato owłosiony. Blaszka liściowa szeroko owalna do okrągłej o długości do 10 cm, podwójnie piłkowana, na szczycie zaostrzona, u nasady lekko sercowata. Młode liście obustronnie owłosione, potem z wierzchu matowozielone. Jesienią przebarwiają się na kolor żółty lub żółtobrązowy.
KwiatyRoślina jednopienna o kwiatach męskich zebranych w kotki zgrupowane po 2-4, kwiaty żeńskie rozwijają się na krótkopędach w pąkach, tak, że w czasie kwitnienia na zewnątrz widoczne są tylko czerwone znamiona. Kwitnie bardzo wcześnie (od lutego do kwietnia) w zależności od warunków atmosferycznych. Kwiaty męskie pylą bardzo obficie na żółto.
OwocJest jednonasiennym, bezbielmowym orzechem, otoczonym okrywą powstałą ze zrośnięcia trzech podkwiatków. Zdrewniała owocnia (potocznie "skorupka") ma jasnobrązowy kolor i dość zmienny kształt, zależnie od odmiany. Owocnia zrośnięta jest podstawą z okrywą nasienną, po oderwaniu której pozostaje blizna nazywana tarczką. Okrywa do połowy podzielona jest na nieregularne klapy, bardzo zmienne. Owoce dojrzewają od września do października. Nazywane są potocznie orzechami laskowymi.

## Ekologia
W rzadkich lasach liściastych stanowi najwyższą część podszytu, występuje również w zaroślach śródpolnych, zaroślach nadwodnych oraz na suchych stokach. W klasyfikacji zbiorowisk roślinnych gatunek charakterystyczny dla Cl. Querco-Fagetea, Ass. Stellario-Carpinetum. Gatunek nie ma specjalnych wymagań, poza nietolerancją gleb zbyt podmokłych. Niektóre szlachetne odmiany uprawne są bardziej wymagające, lubią gleby wapienne, głębokie i w miarę ciepłe. Dobrze rośnie na glebach żyznych, rędzinowych, zasobnych w węglan wapnia, a także w borach mieszanych i w zaroślach kserotermicznych. Unika gleb jałowych, suchych oraz podmokłych. Gatunek tolerancyjny w stosunku do światła – lubi miejsca słoneczne lub półcieniste. Może rosnąć w cieniu, jednak słabo wtedy owocuje. Ceniony jako domieszka biocenotyczna.
Grzybowe choroby leszczyny pospolitej wywołują m.in. Piggotia coryli, Cryptosporiopsis coryli i Cryptosporiopsis tarraconensis

## Zmienność
W uprawie spotyka się szereg odmian i mieszańców uprawnych, zarówno ozdobnych jak i sadowniczych. Formy sadownicze otrzymano głównie z podgatunku leszczyna pontyjska (Corylus avellana var. pontica Winkl.), która w porównaniu z gatunkiem rodzimym charakteryzuje się większą siłą wzrostu i bardziej wzniesionym pokrojem, rodzi większe owoce o trójkątnej tarczce. W Średniowieczu sprowadzono ten podgatunek z Azji Mniejszej do klasztoru w Zell, skąd szereg odmian rozpowszechniło się w Europie pod nazwą Zellerówek.

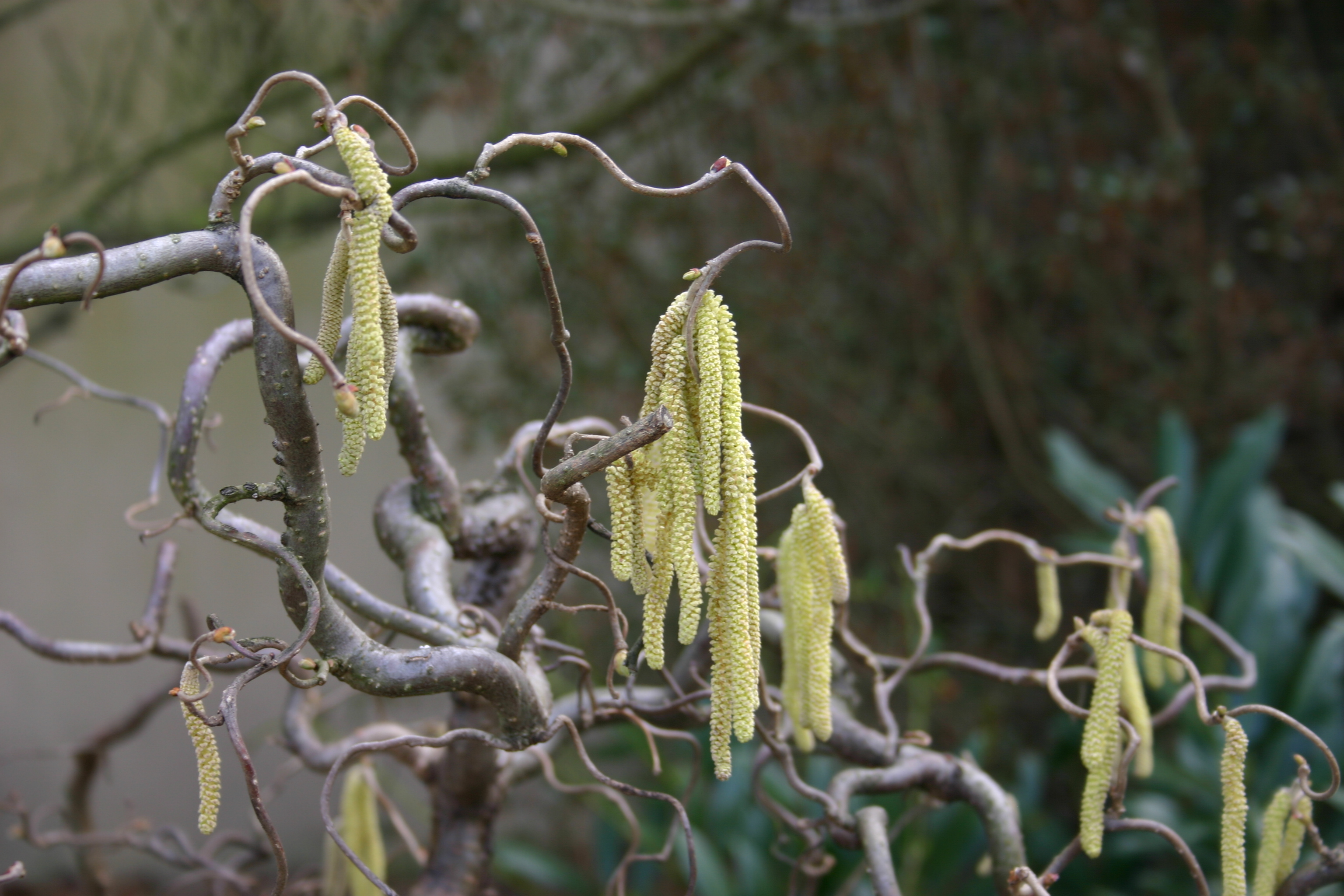
Leszczyna pospolita 'Contorta'

Odmiany uprawne
- 'Aurea' – zarówno liście jak i pędy o zabarwieniu jasnym, żółtawym przez cały sezon. Krzewy osiągają około 4 metry wysokości (roczny przyrost w granicach 20 cm). Odmiana stosunkowo tolerancyjna jeśli chodzi o glebę (wymaga wilgotnej). Stanowiska słoneczne do półcienistych[7].
- 'Barceloński' – odmiana bardzo plenna, regularnie owocująca. Jest dość odporna na niskie temperatury. Krzew rośnie dość silnie tworząc rozłożysta koronę. Dorasta do około 5 metrów wysokości. Posiada duże i smaczne orzechy[8].
- 'Contorta' – mały krzew o poskręcanych korkociągowato pędach i pofalowanych oraz pozwijanych liściach, mniejszych niż u typu. Doskonały, karłowy krzew do skalniaków. Dwudziestoletnie okazy mają ok. 1-1,5 m (maksymalnie do 3 m). Kwitnie w okresie lutego i marca, owocuje niezbyt obficie.
- 'Fusco-rubra' – odmiana rdzawolistna. Młode liście ciemnopurpurowe, później ciemnozielone (często mylona z C. maxima Mill. 'Purpurea', która ma liście ciemnopurpurowe przez cały sezon).
- 'Heterophylla'  (var. lacinata Kirch.) – odmiana strzępolistna. Liście pierzaste, ostro klapowane. Bardzo rzadka, chyba tylko w kolekcjach dendrologicznych.
- ' Olbrzymi z Halle' – odmiana obcopylna. Krzew rośnie silnie, dorasta do około 5-6 metrów, tworząc rozłożystą i średnio zwartą koronę. Posiada bardzo duże orzechy[9].
- 'Trapezuński' – bardzo plenna odmiana o podłużnych owocach. Charakteryzuje się małą tendencją do wysychania ziaren owocu. Jest bardzo dobrym zapylaczem dla innych odmian leszczyny. Dojrzałość zbiorcza przypada na drugą dekadę września. Jest mało wrażliwa na moniliozę.

## Zastosowanie

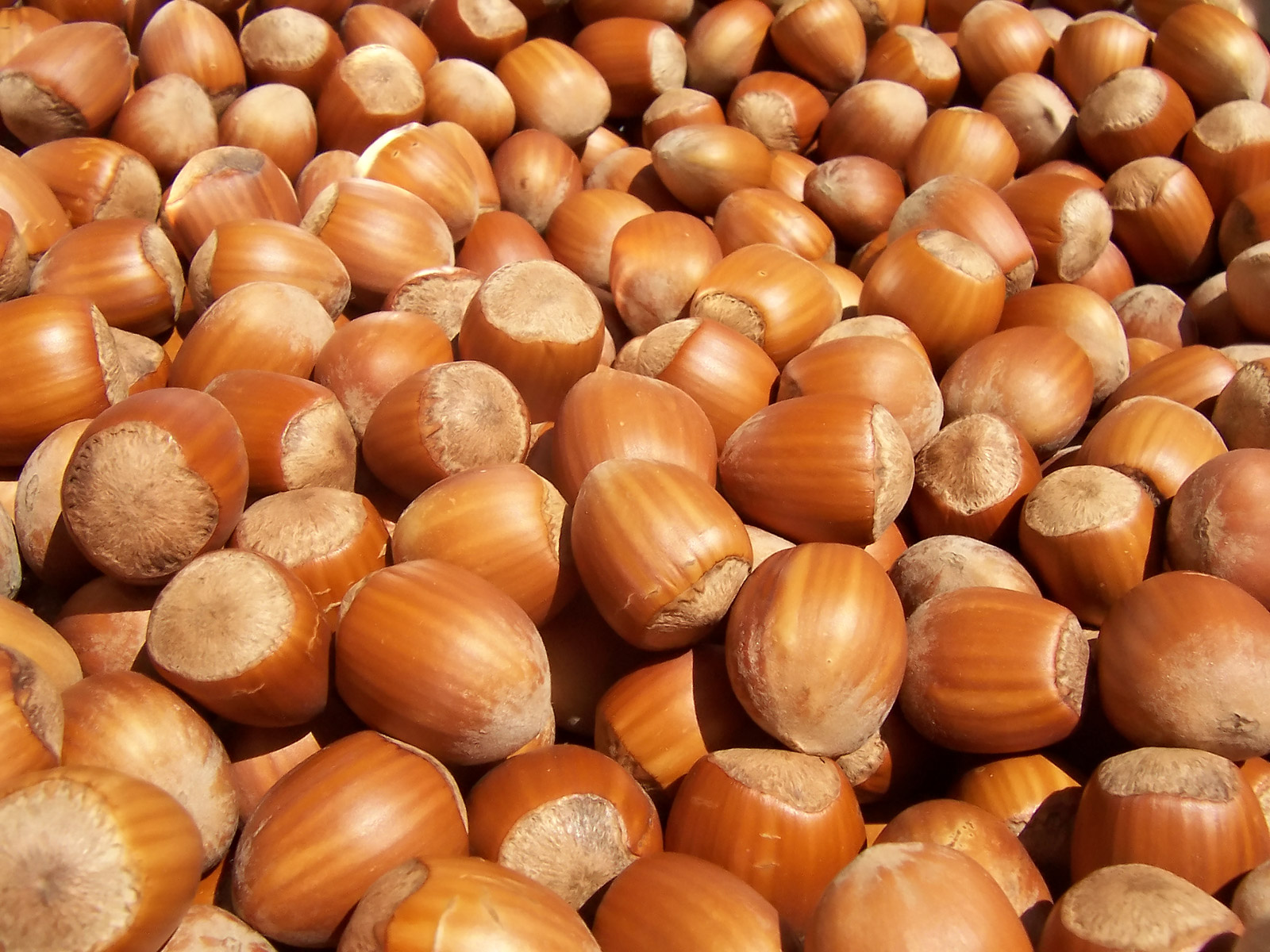
Orzechy laskowe

- Roślina uprawna – jako roślina sadownicza w Polsce bez znaczenia, głównie uprawy amatorskie oraz doświadczalne. Na świecie szlachetne odmiany leszczyn (głównie jednak pochodzące od leszczyny południowej i odmiany pontyjskiej leszczyny pospolitej) uprawia się przede wszystkim w basenie Morza Śródziemnego (cieplejszy klimat, co zdecydowanie zwiększa plonowanie). Największym producentem na świecie jest Turcja, poza tym duże hodowle w Hiszpanii, Włoszech, w regionie Kaukazu oraz w Stanach Zjednoczonych (przede wszystkim Kalifornia)[10].
- Często wykorzystywane są niektóre odmiany ozdobne w architekturze zieleni.
- Drewno jest miękkie i nietrwałe, używane jako węgiel rysunkowy. Leszczynowe pręty ze względu na giętkość używane były na wędki, bicze, laski oraz faszynę.
- Z owoców uzyskuje się olej, który znajduje zastosowanie w przemyśle spożywczym, farmaceutycznym, farbiarskim oraz kosmetycznym.